# 샘 이스턴
샘 이스턴(Sam Easton, 1979년 10월 4일 ~ )은 캐나다의 배우이다.

## 출연 작품
- 댓 원 나잇 (2007)
- 디코이스:에일리언의유혹 (2007)
- 데스티네이션 3 - 파이널 데스티네이션 (2006)
- 언더클래스맨 (2005)
- 나비 효과 (2004)
- 주차단속원, 그랜트 파커 (2003)
- 테이큰 (2002)